# Anarchaea raveni
Anarchaea raveni är en spindelart som beskrevs av Rix 2006. Anarchaea raveni ingår i släktet Anarchaea och familjen Pararchaeidae.
Artens utbredningsområde är Queensland. Inga underarter finns listade i Catalogue of Life.